# Demografie der Bronx

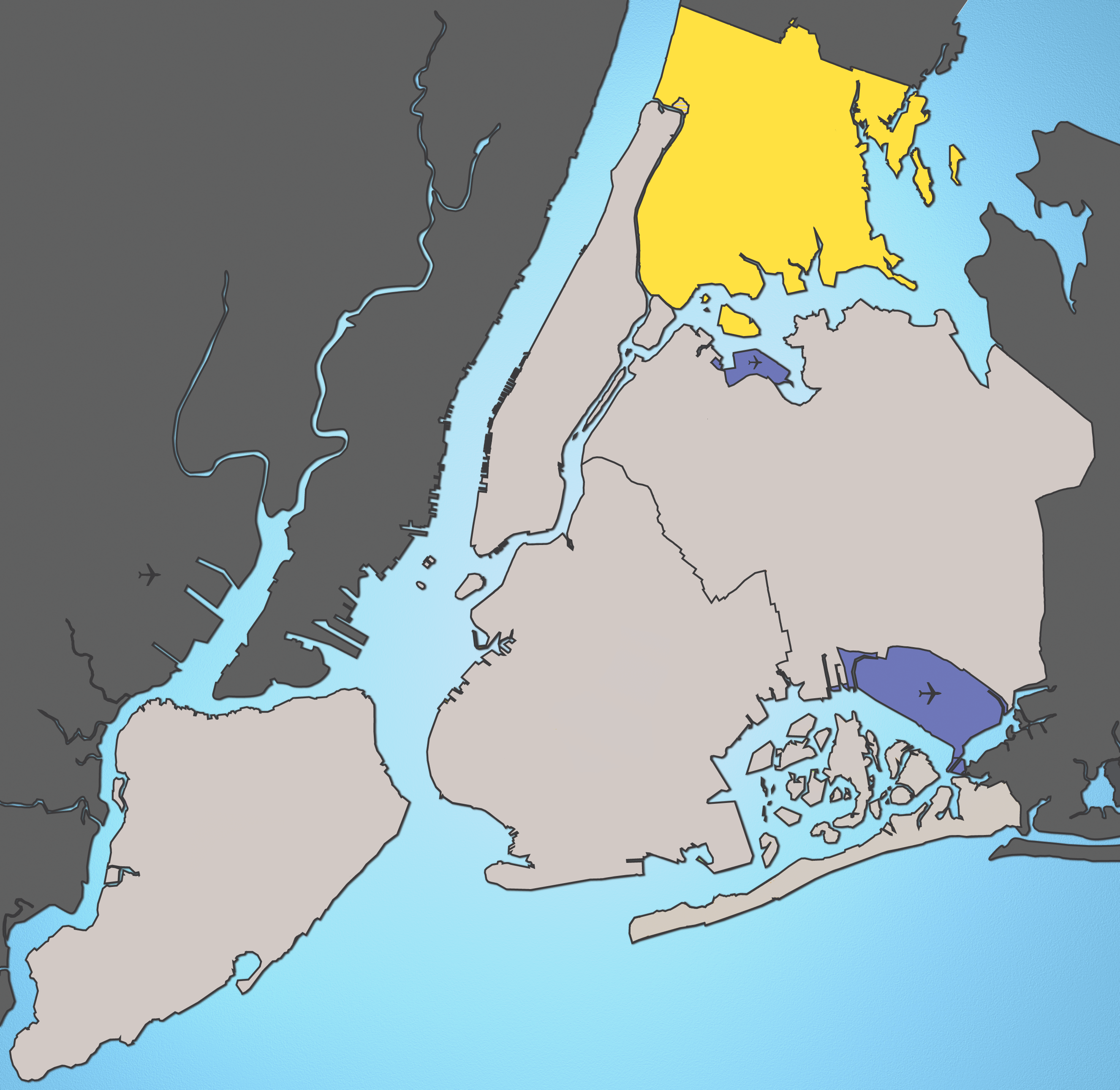
Lage der Bronx (gelb) in New York City (die Flughäfen La Guardia im Norden und J. F. Kennedy im Süden sind blau eingefärbt).

Die Bronx ist mit 1.385.108 Einwohnern (Stand: 1. April 2010) der viertgrößte der fünf Stadtbezirke von New York City. Bei einer Landfläche von 108,8 km² entspricht dies einer Bevölkerungsdichte von 12.731 Einwohnern je km². Das jährliche Bevölkerungswachstum beträgt 0,39 % (Durchschnitt 2000–2010).

## Einwohnerentwicklung
Die Bronx verzeichnete bis zum frühen 20. Jahrhundert ein starkes Bevölkerungswachstum. Mitte des 19. Jahrhunderts hatte die Bronx noch etwa 20.000 Einwohner. In den 1890er Jahren überschritt die Einwohnerzahl 100.000, 30 Jahre später eine Million. Seit den 1930er Jahren ist das Bevölkerungswachstum deutlich schwächer und zum Teil auch rückläufig. Die heutige Einwohnerzahl von knapp 1,4 Millionen entspricht etwa dem Stand von 1940.
| Jahr | Einwohner | Wachstum |
| ---- | --------- | -------- |
| 1860 | 23.593    | N/A      |
| 1870 | 37.393    | 4,7 %    |
| 1880 | 51.980    | 3,3 %    |
| 1890 | 88.908    | 5,5 %    |
| 1900 | 200.507   | 8,5 %    |
| 1910 | 430.980   | 8,0 %    |
| 1920 | 732.016   | 5,4 %    |
| 1930 | 1.265.258 | 5,6 %    |

| Jahr | Einwohner | Wachstum |
| ---- | --------- | -------- |
| 1940 | 1.394.711 | 1,0 %    |
| 1950 | 1.451.277 | 0,4 %    |
| 1960 | 1.424.815 | −0,2 %   |
| 1970 | 1.471.701 | 0,3 %    |
| 1980 | 1.168.972 | −2,3 %   |
| 1990 | 1.203.789 | 0,3 %    |
| 2000 | 1.332.650 | 1,0 %    |
| 2010 | 1.385.108 | 0,4 %    |

Anmerkungen:
1. 1 2  durchschnittliches jährliches Bevölkerungswachstum

Quellen: 1860–1990,
1990–2000,
2010

## Bevölkerungsgruppen und Herkunft

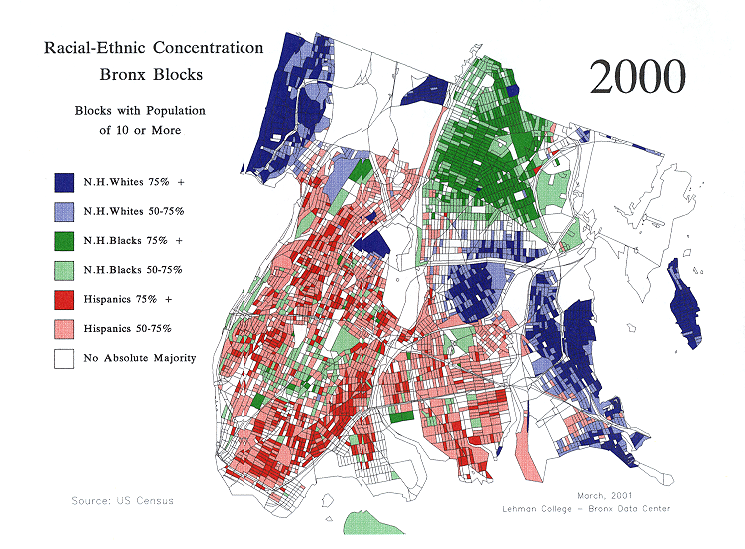
Geografische Verteilung der Bevölkerungsgruppen in der Bronx

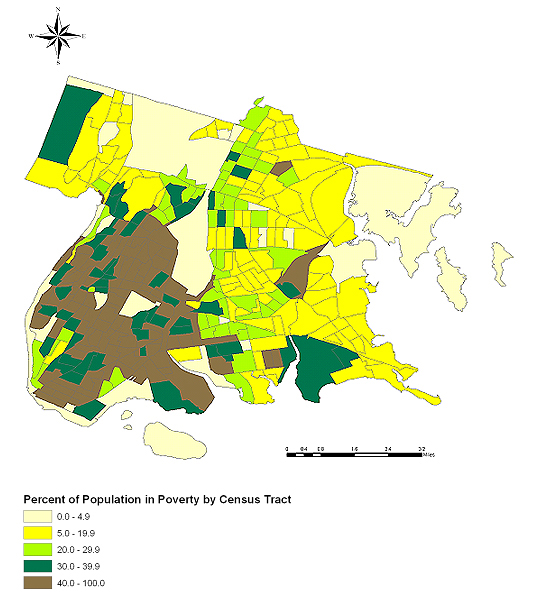
Geografische Verteilung der Armut in der Bronx. Im südwestlichen Quadranten die überwiegend von Hispanics bewohnte South Bronx.

In der Bronx leben zahlreiche unterschiedliche Bevölkerungs- und Herkunftsgruppen, die jedoch wie in den Vereinigten Staaten üblich weitgehend in eigenen Stadtvierteln (Neighborhoods) wohnen. Die Bevölkerung besteht hauptsächlich aus Hispanics und Schwarzen; Weiße stellen in der Bronx eine relativ kleine Minderheit. Bedingt durch die anhaltend starke Zuwanderung sind 42,1 % aller Einwohner außerhalb der Vereinigten Staaten geboren, wobei die meisten Einwanderer aus der Karibik stammen. Der Ausländeranteil liegt in der Bronx bei 19,4 % (ACS 2010).
Hispanics stellen mit einem Anteil von 53,5 % die Bevölkerungsmehrheit in der Bronx. Nach Hautfarben handelt es sich dabei um 17,0 % Weiße, 6,4 % Schwarze, 4,1 % Mischlinge, 1,1 % Indianer und Ureinwohner Alaskas, 0,2 % haben sich einer anderen und die restlichen 24,7 % keiner der vorgegebenen Hautfarben zugeordnet. Mit einem Bevölkerungsanteil von 21,6 % bilden die Puerto-Ricaner die insgesamt größte Herkunftsgruppe. Ihr Anteil ist jedoch abnehmend, da die Einwanderung aus Puerto Rico in den letzten Jahrzehnten stark zurückgegangen ist. Die Zuwanderung hat sich hingegen auf im Verhältnis weniger wohlhabende Länder Lateinamerikas verlagert, wodurch vor allem die Anteile der Dominikaner (17,4 %) und der Mexikaner (5,1 % bzw. 71.200 Personen) stark zugenommen haben. Ebenfalls zu den Latinos zählen die 23.200 in der Bronx lebenden Ecuadorianer, 18.000 Honduraner, 8800 Kubaner, 4600 Guatemalteken, 4600 Kolumbianer und 4000 Spanier (Census 2010). Vor allem die strukturschwache südwestliche Hälfte der Bronx ist von Hispanics geprägt. Den höchsten Anteil an Hispanics weist der Community District 2  mit 75,8 % auf, den niedrigsten der Community District 12 mit 18,5 % (Census 2000).
Schwarze und Afroamerikaner sind mit einem Anteil von 36,5 % nach Hautfarben die größte Bevölkerungsgruppe, darunter sind 30,1 % nicht-hispanische Schwarze (Census 2010). 106.000 Personen bzw. 7,6 % der Bevölkerung sind Westinder (ohne spanischsprachige Länder), darunter 57.200 Jamaikaner (4,1 %), 6500 Haitianer, 5400 British West Indian sowie 4200 Trinidader und Tobagoer. In Brooklyn leben außerdem 60.200 Einwanderer aus Afrika südlich der Sahara (4,3 %), darunter 14.400 Ghanaer, 3800 Nigerianer und 2400 Senegalesen (ACS 2010). Die überwiegend von Afroamerikanern bewohnten Stadtviertel befinden sich im Norden der Bronx. Den höchsten Anteil an nicht-hispanischen Schwarzen weist der Community District 12 mit 65,9 % auf, den niedrigsten der Community District 8 mit 12,0 % (Census 2000).
27,9 % der Einwohner sind Weiße, darunter 10,9 % nicht-hispanische Weiße (Census 2010). Damit ist die Bronx ein so genannter Majority-Minority County, das heißt, dass nicht-hispanische Weiße in diesem County weniger als die Hälfte der Einwohner ausmachen. Die häufigsten europäischen Herkunftsgruppen sind Italiener mit 55.300 Personen (4,0 %), 33.700 Iren (2,4 %), 20.200 Deutsche (1,5 %), 10.400 Russen, 9500 Albaner, 6500 Polen, 6300 Engländer, 4100 Franzosen sowie unter anderem 1600 Österreicher. Ferner leben in Brooklyn 5100 Araber (darunter am meisten Ägypter), die typischerweise ebenfalls zu den Weißen gezählt werden (ACS 2010). Unabhängig von der nationalen Herkunft gehören über 40 % der nicht-hispanischen Weißen dem jüdischen Glauben an. Die überwiegend von Weißen bewohnten Stadtviertel befinden sich im Osten und Nordwesten der Bronx. Den höchsten Anteil an nicht-hispanischen Weißen weist der Community District 10 mit 48,4 % auf, den niedrigsten der Community District 3 mit 1,0 % (Census 2000).
73.200 Personen bzw. 5,3 % der Bevölkerung bezeichnen sich als Mischlinge, das heißt, es wurden bei der Befragung zwei oder mehr Rassen angegeben. Es handelt sich dabei um 4,1 % Hispanics und 1,2 % Nicht-Hispanics. Nach Hautfarben sind 11.400 Mulatten (mit schwarzen und weißen Vorfahren, 0,8 %), 4.300 sind Zambos (schwarze und indianische Vorfahren), 21.700 haben Weiße und Angehörige einer „sonstigen Rasse“ als Vorfahren (1,6 %), 13.400 haben Schwarze und Angehörige einer „sonstigen Rasse“ als Vorfahren (1,0 %), 3600 haben amerikanische Ureinwohner und Angehörige einer „sonstigen Rasse“ als Vorfahren und 13.100 haben Vorfahren von Kombinationen von zwei anderen Rassen. 5800 Personen haben Vorfahren von drei oder mehr Rassen angegeben. Die Zuordnung zu einer Rasse entspricht nach dem amerikanischen Verständnis mehr dem Zugehörigkeitsgefühl zu einer sozialen Gruppe als dass dadurch eine Aussage über die genaue genetische Herkunft getroffen würde. Aufgrund dieses Identitätsgefühls der Bevölkerungsgruppen ordnen sich viele Mischlinge nur einer Rasse zu, sodass der tatsächliche Anteil weitaus höher liegen dürfte. Vor allem die Gruppe der „sonstigen Rassen“, der sich 25,3 % aller Einwohner zugeordnet haben, birgt einen hohen Anteil an Mischlingen. Ähnliches gilt auch für Afroamerikaner (für weitere Ausführungen siehe dort).
Asiaten bilden mit 49.600 Personen bzw. einem Anteil von 3,6 % an der Gesamtbevölkerung eine kleine, aber wachsende Minderheit. Darunter sind Inder mit 15.900 Personen die größte Gruppe, ferner sind 7300 Bangladescher, 6600 Chinesen, 5600 Philippiner, 3200 Vietnamesen, 2800 Koreaner und 2400 Pakistaner (Census 2010). Den höchsten Anteil an Asiaten (einschließlich Pazifischen Insulanern) weist der Community District 12 mit 15,3 % auf, den niedrigsten der Community District 2 mit 0,4 % (Census 2000).
Bis zur Mitte des 20. Jahrhunderts bestand die Bevölkerung der Bronx noch fast ausschließlich aus Weißen (1940: 98,3 %). Danach, besonders stark ab den 1960er Jahren, fand ein weitgehender Bevölkerungsaustausch statt, der als white flight bezeichnet wird. Der Anteil der nicht-hispanischen Weißen ging aufgrund starker Zuwanderung von Schwarzen und Lateinamerikanern in Verbindung mit dem Wegzug der weißen Bevölkerung immer mehr zurück. Von dieser Entwicklung war am stärksten die South Bronx betroffen, die historisch ein vor allem von weißen Juden bewohntes Arbeiterviertel war. Die Zuwanderung von Schwarzen und Puerto-Ricanern ab den 1950er Jahren war mit Verarmung und einem Anstieg der Kriminalität verbunden, wodurch der Stadtteil in den nationalen Medien als Elendsviertel bekannt wurde. Während der Zuzug von Afroamerikanern und Puerto-Ricanern in den 1980er Jahren in der Bronx weitgehend aufhörte, sind in den letzten Jahren vermehrt Mexikaner, Dominikaner und Afrikaner eingewandert.
Die nachstehenden Tabellen stellen die Daten zur Bevölkerung der Bronx im Einzelnen dar. Alle Angaben sind die Ergebnisse von Befragungen des United States Census Bureau.
| Ethnie                           | Census 2010 | Census 2000 | Census 1990 | Census 1980 |
| -------------------------------- | ----------- | ----------- | ----------- | ----------- |
| Hispanics oder Latinos           | 53,5 %      | 48,4 %      | 43,5 %      | 33,9 %      |
| Schwarze oder Afroamerikaner     | 30,1 %      | 31,2 %      | 30,7 %      | N/A         |
| Weiße                            | 10,9 %      | 14,5 %      | 22,6 %      | 33,9 %      |
| Asiaten                          | 3,4 %       | 2,9 %       | 2,6 %       | N/A         |
| Indianer und Ureinwohner Alaskas | 0,2 %       | 0,3 %       | 0,3 %       | N/A         |
| sonstige Rassen                  | 0,6 %       | 0,6 %       | 0,4 %       | 32,2 %      |
| Mischlinge                       | 1,2 %       | 2,0 %       | N/A         | N/A         |

Anmerkungen:
1. ↑  Das U.S. Census Bureau unterscheidet die beiden Ethnien der Hispanics und Nicht-Hispanics. Die Nicht-Hispanics sind hier weiter nach Hautfarben (Races) unterteilt.
2. ↑  Personen, die sich keiner der vorgegebenen Hautfarben zugeordnet haben
3. ↑  Personen, die zwei oder mehr Rassen angegeben haben

Quellen:
2010,
2000,
1990,
1980
| Bevölkerungsgruppe (Race)        | Census 2010 | Census 2000 | Census 1990 | Census 1980 | Census 1970 | Census 1960 |
| -------------------------------- | ----------- | ----------- | ----------- | ----------- | ----------- | ----------- |
| Schwarze oder Afroamerikaner     | 36,5 %      | 35,6 %      | 37,3 %      | 31,8 %      | 24,3 %      | 11,5 %      |
| Weiße                            | 27,9 %      | 29,9 %      | 35,7 %      | 47,4 %      | 73,4 %      | 88,2 %      |
| Asiaten                          | 3,6 %       | 3,0 %       | 3,0 %       | 1,3 %       | 0,5 %       | 0,2 %       |
| Indianer und Ureinwohner Alaskas | 1,3 %       | 0,9 %       | 0,5 %       | 0,2 %       | 0,1 %       | 0,0 %       |
| Pazifische Insulaner             | 0,1 %       | 0,1 %       | 0,0 %       | N/A         | N/A         | N/A         |
| sonstige Rassen                  | 25,3 %      | 24,7 %      | 23,5 %      | 19,3 %      | 1,6 %       | 0,0 %       |
| Mischlinge                       | 5,3 %       | 5,8 %       | N/A         | N/A         | N/A         | N/A         |

| Bevölkerungsgruppe (Race)        | Census 1950 | Census 1940 | Census 1930 | Census 1920 | Census 1910 | Census 1900 |
| -------------------------------- | ----------- | ----------- | ----------- | ----------- | ----------- | ----------- |
| Schwarze oder Afroamerikaner     | 6,7 %       | 1,7 %       | 1,0 %       | 0,7 %       | 1,0 %       | 1,2 %       |
| Weiße                            | 93,1 %      | 98,3 %      | 98,9 %      | 99,3 %      | 99,0 %      | 98,7 %      |
| Asiaten                          | 0,1 %       | 0,1 %       | 0,0 %       | 0,0 %       | 0,0 %       | 0,1 %       |
| Indianer und Ureinwohner Alaskas | 0,0 %       | 0,0 %       | 0,0 %       | 0,0 %       | 0,0 %       | 0,0 %       |
| sonstige Rassen                  | 0,0 %       | N/A         | N/A         | N/A         | N/A         | N/A         |

Anmerkungen:
1. 1 2  Personen, die sich keiner der vorgegebenen Hautfarben zugeordnet haben
2. ↑  Personen, die zwei oder mehr Rassen angegeben haben

Quellen: 2010,
2000,
1990,
1820–1980
| Herkunft            | Census 2010 | ACS 2010 | Census 2000 | Census 1990 |
| ------------------- | ----------- | -------- | ----------- | ----------- |
| Puerto-Ricaner      | 21,6 %      | 20,6 %   | 24,0 %      | 29,0 %      |
| Dominikaner         | 17,4 %      | 18,5 %   | 10,0 %      | 7,2 %       |
| Westinder           | k. A.       | 7,6 %    | 7,2 %       | 5,7 %       |
| — Jamaikaner        | k. A.       | 4,1 %    | 4,6 %       | k. A.       |
| — Westinder         | k. A.       | 2,1 %    | 0,9 %       | k. A.       |
| Mexikaner           | 5,1 %       | 5,6 %    | 2,6 %       | 1,0 %       |
| Subsahara-Afrikaner | k. A.       | 4,3 %    | 2,7 %       | 1,0 %       |
| — Afrikaner         | k. A.       | 1,7 %    | 1,6 %       | k. A.       |
| — Ghanaer           | k. A.       | 1,0 %    | 0,5 %       | k. A.       |
| Italiener           | k. A.       | 4,0 %    | 5,2 %       | 7,7 %       |
| Iren                | k. A.       | 2,4 %    | 3,2 %       | 5,4 %       |
| Ecuadorianer        | 1,7 %       | 2,4 %    | 1,0 %       | 1,0 %       |
| Honduraner          | 1,3 %       | 1,8 %    | 0,8 %       | 0,6 %       |
| Deutsche            | k. A.       | 1,5 %    | 1,3 %       | 2,4 %       |
| Amerikaner          | k. A.       | 1,0 %    | 2,4 %       | 1,7 %       |
| Inder               | 1,1 %       | 0,9 %    | 1,1 %       | 0,9 %       |
| Briten              | k. A.       | 0,8 %    | 0,7 %       | 1,2 %       |
| Russen              | k. A.       | 0,7 %    | 0,7 %       | 1,5 %       |
| Albaner             | k. A.       | 0,7 %    | 0,5 %       | k. A.       |
| Guyaner             | k. A.       | 0,6 %    | 0,7 %       | k. A.       |
| Kubaner             | 0,6 %       | 0,6 %    | 0,6 %       | 0,7 %       |
| Chinesen            | 0,5 %       | 0,6 %    | 0,5 %       | 0,6 %       |
| Polen               | k. A.       | 0,5 %    | 0,7 %       | 1,5 %       |

Anmerkungen:
1. ↑  bei gemischter Herkunft Mehrfachnennungen möglich (Total Ancestry Reported)
2. ↑  ohne Puerto Ricaner, Dominikaner und Kubaner
3. ↑  Personen, die als Herkunft lediglich „Westindisch“ angegeben haben
4. ↑  Personen, die als Herkunft lediglich „Afrikanisch“ angegeben haben
5. ↑  einschließlich Personen, die als Herkunft „Nordirisch“ angegeben haben; ohne Personen, die „Scotch-Irish“ angegeben haben
6. ↑  ohne Österreicher, Schweizer, Pennsylvania Dutch und Russlanddeutsche
7. ↑  Personen, die als Herkunft „Amerikanisch“ oder „Vereinigte Staaten“ angegeben haben
8. ↑  ohne Russlanddeutsche
9. ↑  ohne Taiwaner

Quellen:
2010,
2000,
1990
| Einwohner nach Geburtsort    | ACS 2010 | Census 2000 | Census 1990 |
| ---------------------------- | -------- | ----------- | ----------- |
| Vereinigte Staaten           | 57,9 %   | 60,6 %      | 62,9 %      |
| Staat New York               | 51,9 %   | 53,5 %      | 53,7 %      |
| anderer Bundesstaat          | 6,0 %    | 7,1 %       | 9,2 %       |
| Außengebiete der USA         | 7,8 %    | 9,8 %       | 13,5 %      |
| Puerto Rico                  | 6,8 %    | 9,5 %       | 12,2 %      |
| im Ausland v. amerik. Eltern | 0,8 %    | 0,6 %       | 0,8 %       |
| Ausland                      | 34,3 %   | 29,0 %      | 22,8 %      |
| Karibik                      | 17,7 %   | 15,3 %      | k. A.       |
| Mittelamerika                | 5,8 %    | 3,5 %       | k. A.       |
| Südamerika                   | 3,2 %    | 3,0 %       | k. A.       |
| Afrika                       | 2,9 %    | 1,9 %       | k. A.       |
| Asien                        | 2,5 %    | 2,2 %       | k. A.       |
| Europa                       | 2,2 %    | 3,0 %       | k. A.       |

Anmerkungen:
1. ↑  Personen, die im Ausland oder auf hoher See von amerikanischen Eltern geboren wurden
2. ↑  ohne Personen, die im Ausland oder auf hoher See von amerikanischen Eltern geboren wurden

Quellen:
ACS,
2000,
1990
| Einwohner nach Staatsbürgerschaft | ACS 2010 | Census 2000 | Census 1990 |
| --------------------------------- | -------- | ----------- | ----------- |
| Amerikaner                        | 80,6 %   | 82,5 %      | 88,4 %      |
| Gebürtige Amerikaner              | 65,7 %   | 71,0 %      | 77,2 %      |
| Eingebürgerte Amerikaner          | 14,9 %   | 11,4 %      | 9,1 %       |
| Ausländer                         | 19,4 %   | 17,5 %      | 11,6 %      |

Quellen:
ACS,
2000,
1990

## Sprachen
In der Bronx werden vor allem Spanisch (47,0 %) und Englisch (42,6 %) gesprochen. Bedingt durch die Einwanderung von Lateinamerikanern hat der Anteil des Spanischen in den letzten Jahrzehnten stetig zugenommen, während der Anteil der englischen Muttersprachler rückläufig ist. Dennoch ist weiterhin Englisch die häufigere Verkehrssprache, da mehr als die Hälfte der Spanischsprachigen Englisch als Zweitsprache beherrschen. Die übrigen 10,4 % verteilen sich auf andere Sprachen, darunter 3,5 % europäische, 3,4 % asiatische und 2,7 % afrikanische Sprachen. Die Zahl der Deutschsprachigen ist seit Jahrzehnten stark rückläufig. Derzeit sprechen noch 841 Personen bzw. 0,07 % der Bevölkerung Deutsch als Muttersprache. Indigene amerikanische Sprachen werden in der Bronx von 570 Personen (0,04 %) verwendet.
Insgesamt geben 75,3 % der Einwohner der Bronx an, Englisch als Erst- oder Zweitsprache zu verwenden. Entsprechend liegt der Anteil der Personen, die Englisch nicht sehr gut können, mit 24,7 % weit über dem amerikanischen Durchschnitt (8,6 %). Die Verteilung der Englischkenntnisse ist unter den Bevölkerungsgruppen sehr unterschiedlich. Werte von über 90 % bei den englischen Muttersprachlern und über 99 % bei allen Personen, die Englisch sehr gut beherrschen, erreichen nur Herkunftsgruppen aus ohnehin englischsprachigen Ländern wie Iren und Jamaikaner. Ebenfalls verfügen Afroamerikaner und Italiener über verhältnismäßig gute Englischkenntnisse. Am seltensten wird Englisch von Mexikanern, Ecuadorianern und Dominikanern gesprochen. Bei diesen Gruppen liegt der Anteil der Muttersprachler unter 5 % und einschließlich Zweisprachigen unter 50 %.
| Sprache                 | ACS 2010 | Census 2000 | Census 1990 |
| ----------------------- | -------- | ----------- | ----------- |
| Spanisch                | 47,0 %   | 43,6 %      | 38,9 %      |
| Englisch                | 42,6 %   | 47,3 %      | 52,2 %      |
| Afrikanische Sprachen   | 2,7 %    | 1,6 %       | k. A.       |
| Französisch             | 0,9 %    | 0,8 %       | 0,7 %       |
| Italienisch             | 0,9 %    | 1,4 %       | 2,6 %       |
| Französisches Kreolisch | 0,6 %    | 0,2 %       | k. A.       |
| Chinesisch              | 0,6 %    | 0,5 %       | 0,5 %       |
| Urdu                    | 0,3 %    | %           | %           |
| Arabisch                | 0,3 %    | 0,2 %       | 0,1 %       |
| Tagalog                 | 0,3 %    | 0,3 %       | 0,2 %       |
| … Deutsch               | 0,1 %    | 0,2 %       | 0,4 %       |
| sonstige Sprachen       | 2,4 %    | 2,8 %       | 3,8 %       |

Anmerkungen:
1. ↑  Sprache, die zuhause gesprochen wird (Language spoken at home), Bevölkerung ab 5 Jahren
2. ↑  einschließlich spanisches Kreolisch
3. ↑  Anteil der Personen, die zuhause nur Englisch sprechen; Personen, die zuhause sowohl Englisch als auch eine andere Sprache sprechen, werden ausschließlich der anderen Sprache zugerechnet
4. ↑  einschließlich Patois und Cajun
5. ↑  einschließlich französisches Kreolisch
6. ↑  vor allem Haitianisch

Quellen: ACS, 2000, 1990
| Bevölkerungs-/ Herkunftsgruppe | Erstsprache | Erst- und Zweitsprache |
| ------------------------------ | ----------- | ---------------------- |
| Schwarze/Afroamerikaner        | 85,6 %      | 94,8 %                 |
| Weiße                          | 73,6 %      | 88,6 %                 |
| Asiaten                        | 20,8 %      | 57,5 %                 |
| Hispanics                      | 13,4 %      | 60,8 %                 |
| Jamaikaner                     | 95,8 %      | 99,5 %                 |
| Iren                           | 94,7 %      | 99,7 %                 |
| Italiener                      | 77,7 %      | 91,1 %                 |
| Subsahara-Afrikaner            | 23,4 %      | 67,4 %                 |
| Puerto-Ricaner                 | 22,6 %      | 78,3 %                 |
| Mexikaner                      | 04,4 %      | 33,8 %                 |
| Ecuadorianer                   | 04,3 %      | 39,2 %                 |
| Dominikaner                    | 03,1 %      | 47,3 %                 |
| gebürtige Amerikaner           | 56,0 %      | 90,0 %                 |
| im Ausland geboren             | 23,3 %      | 47,3 %                 |
| Gesamtbevölkerung              | 44,8 %      | 75,3 %                 |
| zum Vergleich: NYC             | 52,6 %      | 76,8 %                 |
| zum Vergleich: USA             | 80,2 %      | 91,4 %                 |

Anmerkungen:
1. ↑  Anteil der Personen ab 5 Jahren, die zuhause nur Englisch sprechen
2. ↑  Anteil der Personen ab 5 Jahren, die Englisch sehr gut beherrschen
3. 1 2 3  ohne Hispanics
4. ↑  Gesamtbevölkerung von New York City
5. ↑  Gesamtbevölkerung der Vereinigten Staaten

Quelle: ACS 2007–2009

## Religionen
Die größte Konfession in der Bronx stellt die römisch-katholische Kirche mit einem Anteil von 43,7 % dar. Weitere 6,3 % der Einwohner sind Juden und 5,0 % Protestanten verschiedener Richtungen. 43,7 % der Befragten sind konfessionslos oder haben sich keiner der erfassten Religionen zugeordnet.
| Religionen 2000                        | Anzahl Personen | Anteil (%) |
| -------------------------------------- | --------------- | ---------- |
| Christen                               | 654.547         | 49,1 %     |
| Katholiken                             | 581.824         | 43,7 %     |
| Mainline-Protestanten                  | 35.636          | 2,7 %      |
| Evangelikale Protestanten              | 31.416          | 2,4 %      |
| Orthodoxe                              | 3.429           | 0,3 %      |
| Mormonen                               | 2.242           | 0,2 %      |
| Juden                                  | 83.700          | 6,3 %      |
| Muslime                                | 12.164          | 0,9 %      |
| Konfessionslose, sonstige, ohne Angabe | 582.239         | 43,7 %     |

Quelle: Association of Religion Data Archives

## Wirtschaftliche Lage und Bildung
Die Bronx zählt zu den strukturschwachen Counties der Vereinigten Staaten. Das jährliche Pro-Kopf-Einkommen liegt mit 17.564 US-Dollar weit unter dem Landesdurchschnitt von 27.100 US-Dollar. Zudem ist der Wohlstand unter den verschiedenen Bevölkerungsgruppen sehr ungleich verteilt. Die weiße Minderheit ist im Durchschnitt mit Abstand die reichste Gruppe. Schwarze und Asiaten haben leicht überdurchschnittliche Einkommen, die ärmste Gruppe sind Hispanics. Von den statistisch erfassten Herkunftsgruppen sind Iren am wohlhabendsten und Mexikaner am ärmsten, wobei das Einkommen der ersteren im Schnitt mehr als dreimal so hoch ist wie das der letzteren.
Der Anteil der Personen, die unterhalb der Armutsgrenze leben, ist in der Bronx mit 27,7 % doppelt so hoch wie im amerikanischen Durchschnitt (13,6 %). Am häufigsten sind Mexikaner (39,9 %) und Puerto-Ricaner (36,8 %) von Armut betroffen, am seltensten Weiße (11,9 %). Die Arbeitslosenquote ist mit 10,8 % ebenfalls deutlich höher als in den Vereinigten Staaten insgesamt (7,5 %). Die niedrigste Arbeitslosigkeit herrscht unter Weißen (6,5 %) und Asiaten (6,8 %), die höchste unter Puerto-Ricanern (12,8 %) und Schwarzen (12,0 %).
Das Bildungsniveau in der Bronx liegt gemessen an den Schulabschlüssen deutlich unter dem amerikanischen Durchschnitt. Von den Personen ab 25 Jahren haben 68,8 % einen High-School-Abschluss (USA: 84,9 %) und 18,2 % einen Bachelor-Abschluss (USA: 27,8 %). Asiaten und Weiße haben im Allgemeinen die beste schulische Bildung. Schwarze sind meist überdurchschnittlich, Hispanics hingegen am schlechtesten gebildet. Von den statistisch erfassten Herkunftsgruppen haben Iren und Subsahara-Afrikaner am häufigsten einen High-School-Abschluss, Asiaten am häufigsten einen Bachelor-Abschluss. Mexikaner haben sowohl in Bezug auf High-School- als auch Bachelor-Abschluss die schlechteste Ausbildung. Asiaten haben im Durchschnitt fast neunmal häufiger einen Bachelor-Abschluss als Mexikaner.
| Bevölkerungs-/ Herkunftsgruppe | Einkommen/ Einwohner in USD | Einkommen/ Einwohner ∅ = 100 | Armuts- quote | Arbeitslosig- keit | Bildung: High School | Bildung: Bachelor |
| ------------------------------ | --------------------------- | ---------------------------- | ------------- | ------------------ | -------------------- | ----------------- |
| Weiße                          | 32.086 $                    | 183                          | 11,9 %        | 06,5 %             | 82,8 %               | 32,9 %            |
| Asiaten                        | 18.704 $                    | 106                          | 19,9 %        | 06,8 %             | 75,0 %               | 38,2 %            |
| Schwarze/Afroamerikaner        | 18.116 $                    | 103                          | 23,8 %        | 12,0 %             | 77,7 %               | 18,7 %            |
| Hispanics                      | 13.715 $                    | 78                           | 34,5 %        | 11,4 %             | 57,9 %               | 11,5 %            |
| Iren                           | 32.509 $                    | 185                          | 12,7 %        | 07,9 %             | 88,4 %               | 32,3 %            |
| Italiener                      | 27.207 $                    | 155                          | 13,3 %        | 09,0 %             | 78,5 %               | 21,9 %            |
| Jamaikaner                     | 21.605 $                    | 123                          | 14,3 %        | 09,8 %             | 77,8 %               | 20,6 %            |
| Subsahara-Afrikaner            | 16.546 $                    | 94                           | 23,1 %        | 08,9 %             | 79,0 %               | 24,5 %            |
| Ecuadorianer                   | 15.368 $                    | 87                           | 20,0 %        | 10,5 %             | 59,9 %               | 10,7 %            |
| Puerto-Ricaner                 | 15.256 $                    | 87                           | 36,8 %        | 12,8 %             | 60,4 %               | 11,2 %            |
| Dominikaner                    | 11.747 $                    | 67                           | 34,8 %        | 11,3 %             | 56,7 %               | 12,0 %            |
| Mexikaner                      | 9.622 $                     | 55                           | 39,9 %        | 07,5 %             | 40,2 %               | 04,4 %            |
| Gebürtige Amerikaner           | 16.119 $                    | 92                           | 30,1 %        | 13,1 %             | 73,5 %               | 19,1 %            |
| im Ausland geboren             | 20.665 $                    | 118                          | 22,7 %        | 08,1 %             | 62,6 %               | 17,0 %            |
| Gesamtbevölkerung              | 17.564 $                    | 100                          | 27,7 %        | 10,8 %             | 68,8 %               | 18,2 %            |
| zum Vergleich: NYC             | 30.949 $                    | 132                          | 18,5 %        | 08,2 %             | 79,0 %               | 33,6 %            |
| zum Vergleich: USA             | 27.100 $                    | 116                          | 13,6 %        | 07,5 %             | 84,9 %               | 27,8 %            |

Anmerkungen:
1. ↑  Einkommen der vergangenen zwölf Monate in für 2009 inflationsbereinigten US-Dollar
2. ↑  durchschnittliches Einkommen der Gesamtbevölkerung = 100
3. ↑  Anteil der Personen unterhalb der Armutsgrenze. Die Armutsgrenze wird jährlich neu definiert.
4. ↑  Anteil der Arbeitslosen an allen zivilen Erwerbspersonen
5. ↑  Anteil der Personen ab 25 Jahren mit High-School-Abschluss oder einem höheren Abschluss
6. ↑  Anteil der Personen ab 25 Jahren mit Bachelor-Abschluss oder einem höheren Abschluss
7. 1 2 3  ohne Hispanics
8. ↑  Gesamtbevölkerung von New York City
9. ↑  Gesamtbevölkerung der Vereinigten Staaten

Quelle: ACS 2007–2009